# 좁은코멧밭쥐
좁은코멧밭쥐(Reithrodontomys tenuirostris)는 비단털쥐과에 속하는 설치류의 일종이다. 과테말라와 멕시코에서 발견된다.